# セレン・エルデニ晋王ハーン
セレン・エルデニ晋王ハーン（1591年 - 1626年）は、オルドス部・トゥメンの晋王（ジノン）。ボショクト晋王ハーンの長男。

## 生涯
1591年、ボショクト晋王とタイガル中宮ハトンとの間に生まれる。
1626年、セレン・エルデニ・ホンタイジは36歳で晋王ハーンの位についたが、6か月後に死去したため、翌年（1627年）に弟のリンチェン・エイェチ・ダイチンが晋王ハーンの位を継いだ。

## 参考資料
- 岡田英弘訳注『蒙古源流』（刀水書房、2004年、ISBN 4887082436）